# Аві Вігдерсон
Аві Вігдерсон (івр. אבי ויגדרזון, нар. 9 вересня 1956) — ізраїльський математик, фахівець в області дискретної математики та комп'ютерних наук, лауреат міжнародних премій.

## Біографія
Аві Вігдерсон народився 9 вересня 1956 року. В 1980 році закінчив Техніон, і вирушив до Принстонського університету у США, де в 1983 році здобув ступінь Ph.D. за виконану під керівництвом Річарда Ліптона роботу в області обчислювальної складності. Пропрацювавши деякий час в Університеті Каліфорнії, IBM Almaden Research Center в Сан-Хосе і Дослідному інституті математичних наук, він в 1986 році отримав постійну роботу в Єврейському університеті в Єрусалимі.
У 1999 році Аві Вігдерсон отримав місце в Інституті перспективних досліджень у США, і в 2003 році відмовився від місця в Єврейському університеті, щоб працювати в Інституті перспективних досліджень на постійній основі.

## Нагороди
- 1994 — Премія Неванлінни[3]
- 2008 — Гіббсовська лекція[4][5]
- 2009 — Премія Геделя[6]
- 2018 — ACM Fellow[7]
- 2019 — Премія Кнута[8]
- 2021 — Премія Абеля[9]

## Членство в академіях
- Національна академія наук США (2013)